# 園木邦弥
園木 邦弥（そのき くにや、1994年6月10日 - ）は、ジャパンラグビーリーグワン日野レッドドルフィンズに所属するラグビー選手。

## プロフィール
- 愛知県出身[1]。
- ポジションはセンター(CTB)。
- 身長 175 cm、体重 95 kg
- 東海地区選抜に選ばれたことがある[2]。
- 兄は園木佑弥(春日丘高校→青山学院大学)

## 略歴
中学校時代はサッカーとラグビー両方をしており、高校からラグビー一本になった。
2013年、春日丘高校卒業後、帝京大学に入る。
2017年、帝京大学卒業後、日野自動車レッドドルフィンズ(現・日野レッドドルフィンズ)に加入。
2020年1月25日にジャパンラグビートップリーグ第3節トヨタ自動車ヴェルブリッツ戦に先発出場で公式戦初出場を果たす。